# Kozara

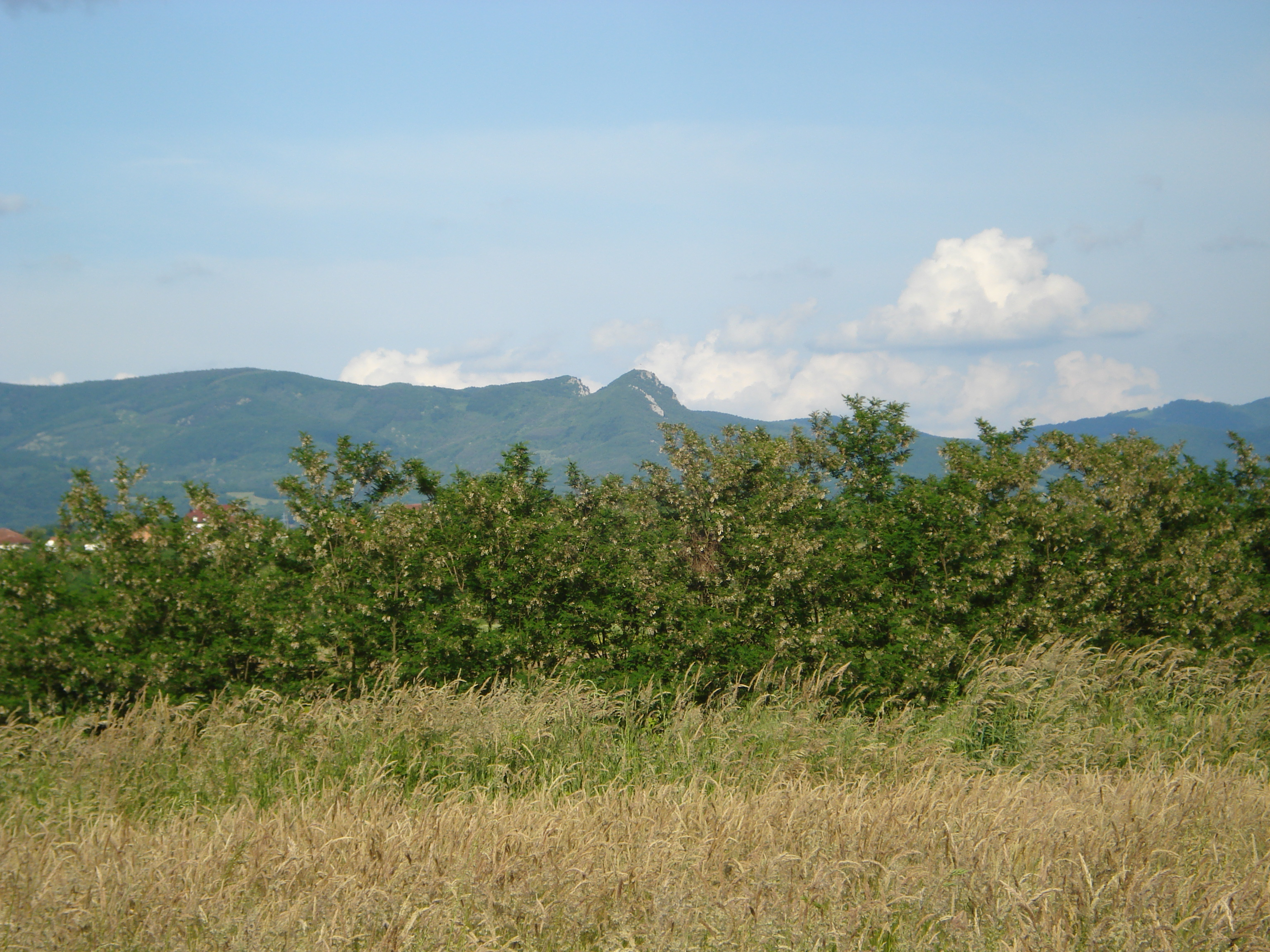
Kozarački Kamen (659 m)

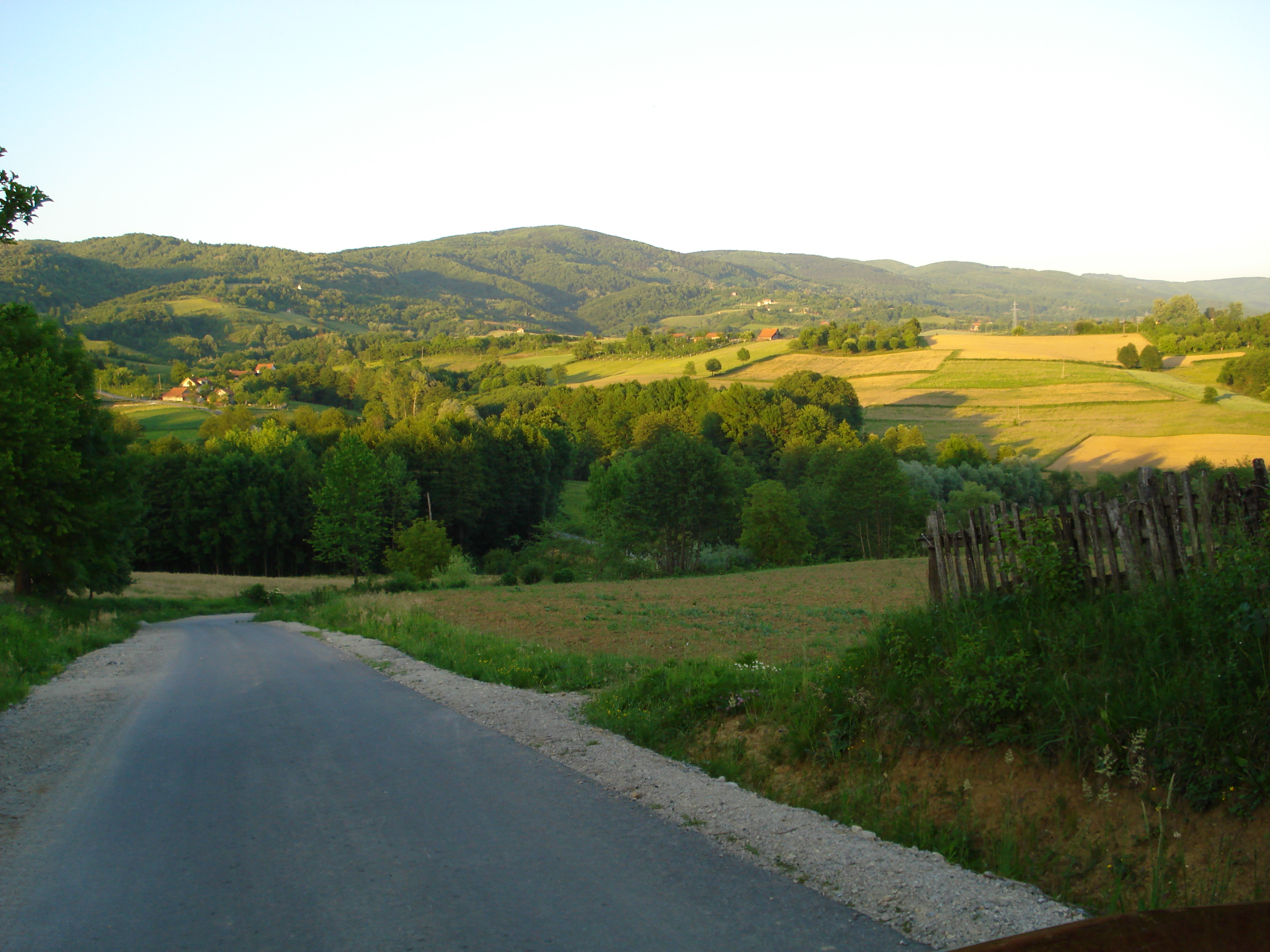
Dorf Palančište und der Gipfel Maslin Bair (659 m)

Kozara (serbisch-kyrillisch Козара) ist ein Mittelgebirge im nordwestlichen Teil von Bosnien und Herzegowina. Es befindet sich in der Bosanska Krajina zwischen den Flüssen Save, Una, Sana und Vrbas und beginnt rund 30 Kilometer nordwestlich von Banja Luka. Der größte Teil des Gebirges gehört zur Gemeinde Prijedor in der Republika Srpska. Das herzynisch ausgerichtete Gebirge hat eine Länge von rund 40 Kilometern und eine Breite von etwa 10 Kilometern. Der höchste Punkt ist der Berg Lisina mit 978 Metern Höhe über Meeresspiegel. Das Kozara-Gebirge geht im Norden in das kleinere Prosara- und im Süden in das Piskavica-Gebirge über.
Das Kozara-Massiv besitzt ein sehr dynamisches Relief. Den zentralen Teil des Gebirges nimmt die Hochebene Mrakovica (806 m) ein. Andere wichtige Gipfel sind: Gola planina (876 m), Rudine (750 m), Jarčevica (740 m), Glavuša (793 m), die Bešić-Hochebene (784 m), Vrnovačka glava (719 m), Benkovac-Jurišina kosa (705 m), Šupljikovac (652 m), Zečiji kamen (667 m) sowie Kozarački kamen (659 m).
Einen großen Teil des Kozara-Gebirges nimmt der Nationalpark Kozara ein, der 1967 eingeweiht wurde, um die kulturellen und historischen Werte des Gebietes zu schützen. Er hat eine Fläche von 3520 Hektar. Der Nationalpark ist Mitglied der Vereinigung der Nationalparks von Europa.
Auf dem Gipfel der Mrakovica-Hochebene wurde 1972 das Denkmal für die Revolution des Bildhauers Dušan Džamonja, das an die Kozara-Schlacht während des Zweiten Weltkriegs erinnert, eingeweiht. In der Schlacht trafen im Rahmen der Operation West-Bosnien deutsche, kroatische und ungarische Verbände auf jugoslawische Partisanen.